# ETR 480

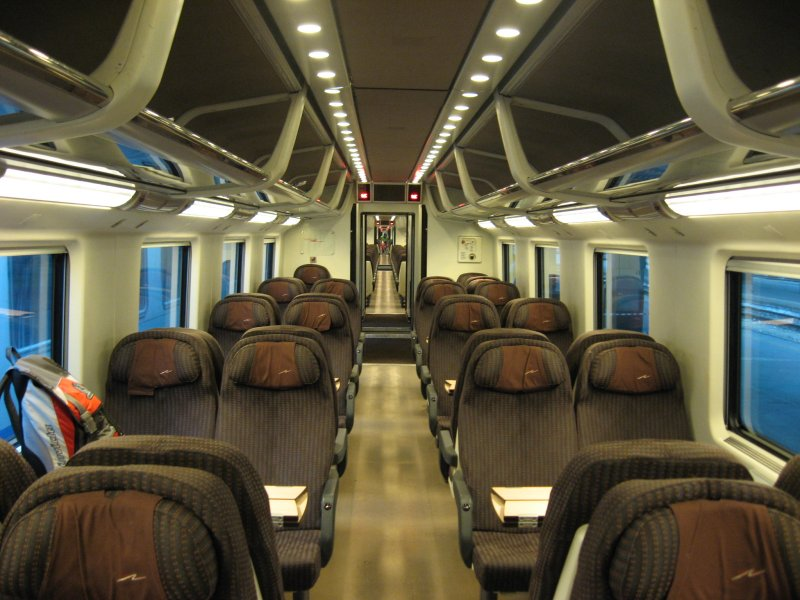
A motorvonat utastere

Az ETR 480 az FS olasz vasúttársaság nagysebességű billenőszekrényes villamos motorvonata. A FIAT Ferroviaria (most Alstom Ferroviaria) gyártotta 1993-ban. Összesen 15 szerelvény készült el. A szerelvények kettő vonófejből és a közöttük lévő hét betétkocsiból állnak. A kocsik maximális kibillenése 8°. A vonatok csak 3 kV DC áramrendszerrel működnek. Azok a szerelvények, melyek már tudják a 25 kV 50 Hz-t (Az új olasz nagysebességű vasútvonalak 25 kV 50 Hz-cel lettek villamosítva), azoknak a pályaszáma ETR 485.

## Lásd még
- Treno Alta Velocità
- Trenitalia
- Rete Ferroviaria Italiana
- ElettroTreno
- Pendolino
- New Pendolino
- Eurostar Italia
- Alfa Pendular